# Le Courrier de l’Air

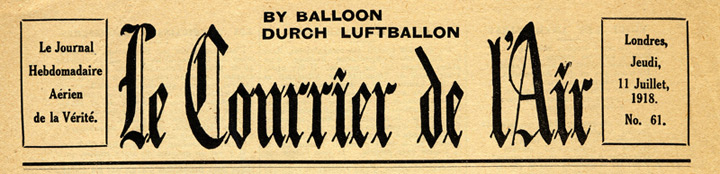
Kopfteil der Zeitung Le Courrier de l’Air

Le Courrier de l’Air war eine während des Ersten Weltkriegs als Flugblatt verteilte Propagandazeitung in französischer Sprache. Sie wurde in London gedruckt und von mit Wasserstoff gefüllten, frei schwebenden Papierballons an der Westfront über Frankreich und Belgien abgeworfen. Die Zeitung war das Produkt einer Abteilung des britischen militärischen Nachrichtendienstes, bekannt als MI7b. Die erste Ausgabe erschien am 6. April 1917. Eine Propagandazeitschrift gleichen Namens wurde auch während des Zweiten Weltkriegs von britischer Seite gegen Deutschland eingesetzt.

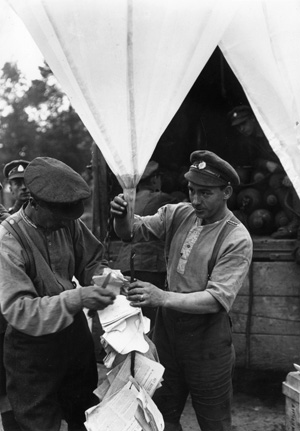
Vorbereitung für einen Ballonstart mit angehängtem Propagandamaterial

Ziel der Zeitung war es, den Bewohnern der besetzten Gebiete aus alliierter Sicht genaue Informationen über den Kriegsverlauf zu geben. Darüber hinaus wurden Texte aus Dokumenten abgedruckt, die von deutscher Seite unterdrückt wurden, da diese einen negativen Eindruck hinterlassen hätten, so etwa Berichte über deutsche Niederlagen und Verluste. Dadurch sollte auch eine Indoktrination deutscher Frontsoldaten erfolgen. Die durchschnittliche Anzahl der wöchentlich ausgelieferten Exemplare der Zeitung betrug 5000 Stück.
Die Zeitungen wurden zunächst zu je 100 Stück gebündelt und anschließend in kleinen Abständen an einer Art Zündschnur befestigt, die am Ballon angebracht war. Vor dem Loslassen der Ballons wurde die Zündschnur entzündet, wobei diese dann langsam abbrannte. Nach und nach lösten sich dadurch die einzelnen Befestigungen der Bündel und immer weitere Zeitungen wurden freigegeben. Innerhalb von etwa 30 Minuten konnten auf diese Weise ca. 2000 Exemplare über dem Land verteilt werden. Zwei Lastkraftwagen brachten zuvor die Ballons mit dem Propagandamaterial an eine günstige Stelle, die nach Rücksprache mit einem Meteorologen ausgesucht worden war. Wehte der Wind Richtung Belgien oder Frankreich, wurde die Zeitschrift Le Courrier de l’Air dem Ballon beigefügt, wehte er in Richtung Deutschland, befestigte man Propagandablätter für die feindlichen Truppen.
Der Inhalt der Zeitung umfasste im Wesentlichen vier Themenschwerpunkte. Zum ersten kommentierte man aktuelle Ereignisse, bevor sie in Vergessenheit gerieten. Zweitens wurden Angelegenheiten, die sich auf den Kriegsgegner Deutschland bezogen, behandelt, so etwa Kritik aus deutschen Zeitungen. Drittens wurden skurrile und komische Geschichten über die Deutschen verbreitet, so insbesondere ihre Schwächen und angeblich unmoralischen Handlungen beschrieben. Auch hat man sich über deutsche Institutionen und Kriegsvorschriften lustig gemacht. Schließlich gab es noch Leitartikel zu aktuellen Themen, die wichtigen Zeitungen entnommen wurden oder von der Redaktion selbst stammten. Alle Artikel wurden zunächst in englischer Sprache vorbereitet und anschließend ins Französische übersetzt.
Die Zeitung Le Courrier de l’Air gilt, wie auch anderes britisches Propagandamaterial, als sehr erfolgreiche Maßnahme, die Moral der Bevölkerung in den besetzten Gebieten zu stärken beziehungsweise diejenige der deutschen Soldaten anzugreifen. Deutsche Zeitungen berichteten insbesondere in den letzten zwei Kriegsmonaten ständig über die „vergifteten Pfeile aus der Luft“, wie die Propagandablätter bezeichnet wurden. Am 2. November 1918 wurde in allen Londoner Zeitungen ein Auszug aus einem Schreiben im Kölner Amtsblatt veröffentlicht. Darin beklagte sich ein hoher deutscher Beamter über die feindliche Propaganda: „Was den größten Schaden anrichtete, war der Papierkrieg unserer Feinde, die uns täglich mit einigen hunderttausend Flugblättern überschwemmten, außergewöhnlich gut präsentiert und bearbeitet.“ Die deutsche Seite versuchte in den letzten Kriegsmonaten durch rigorose Strafmaßnahmen eine Verbreitung der Zeitung zu verhindern. So wurden bei Besitz der Zeitung oder der Weiterverbreitung von Nachrichten aus dieser Zeitung zusätzlich zu einer einjährigen Haftstrafe auch noch eine Geldstrafe in Höhe von zuletzt 10.000 Mark verhängt.
Die letzte offizielle Ausgabe der Zeitung erschien am 7. November 1918 und trug die Nr. 78.
Ein kompletter Satz aller Ausgaben (Nr. 1 – Nr. 78) befindet sich heute im British Museum in London.